# Voetbal in Kazachstan
Voetbal in Kazachstan wordt al gespeeld sinds Britse kooplieden het spel vóór de Eerste Wereldoorlog in de stad Semipalatinsk introduceerden. De bekende dichter, schrijver en filoloog Muxtar Äuezov (1897-1961), die zelf voor de club Jarysj Semipalatinsk speelde, was een warm pleitbezorger van de nieuwe sport. Ook in steden als Aulie-Ata en Pavlodar ontstonden weldra voetbalclubs.

## Geschiedenis

### SSR Kazachstan (Sovjet-Unie)
Vanaf de jaren 30 verschenen er met enige regelmaat Kazachse voetbalclubs in de lagere divisies van de Sovjet-Unie. Net voor de Tweede Wereldoorlog werden een eigen Kazachse voetbalcompetitie en bekertoernooi in het leven geroepen, maar pas na de oorlog neemt het voetbal in de Sovjetrepubliek een hoge vlucht. Een eigen Kazachse voetbalbond werd in 1959 opgericht en in 1960 schreef FK Kairat Alma-Ata geschiedenis door de Sovjet Top Liga te bereiken. Kairat zou in totaal 24 jaar op het hoogste Sovjetniveau spelen. Enkele andere clubs uit de Kazachse SSR wisten door te dringen tot de Sovjet-Russische Eerste divisie, maar konden het succes van Kairat niet evenaren. In 1962 was ook Sjachtjor Karaganda dicht bij promotie naar de Sovjet Top Liga: de club was kampioen geworden van de Eerste divisie van de USSR en won zelfs de promotiewedstrijd tegen het Wit-Russische FK Lokomotive Gomel met 1-0 (na verlenging), maar de Kazachse autoriteiten, die één club in de Top Liga voldoende vonden, hielden de promotie tegen.
Dat een en ander ten koste ging van de kwaliteit van de eigen competitie, moge duidelijk zijn: in feite was de situatie tijdens de Sovjet-Unie niet anders dan de huidige situatie in Wales, waar de beste clubs in de Engelse competities spelen. Vanaf 1980 gold de competitie van de Kazachse SSR officieel als het derde niveau - althans: een van de vele tweede divisies - van de Sovjet-Unie, eerst als Zone 7 (waarin ook clubs uit andere Centraal-Aziatische Sovjetrepublieken vertegenwoordigd waren), vanaf 1982 als Zone 8, met alleen maar Kazachse clubs. De kampioen van deze Kazachse competitie promoveerde niet automatisch naar de eerste divisie; er bestond een omvangrijk systeem van promotie- en degradatiecompetities en -duels, waarbij soms ook politieke aspecten om de hoek kwamen kijken.

### Erelijst van de SSR Kazachstan
In 1980 en 1981 speelden de Kazachse topploegen samen met clubs uit andere Centraal-Aziatische deelrepublieken in Zone 7 , het derde niveau van de Sovjet-Unie. In 1980 werd FK Traktor Pavlodar kampioen van deze competitie, in 1981 FK Aktjoebinets Aktjoebinsk. Vanaf 1982 ging de Kazachse competitie verder als Zone 8 van het Sovjet-voetbal: nog steeds het derde niveau, maar nu alleen met Kazachse clubs.

### Republiek Kazachstan
Na de onafhankelijkheid van Kazachstan op 16 december 1991 kwam er al snel een eigen competitie, waaraan een sterk wisselend aantal clubs deelneemt; recordkampioen is Ertis FK Pavlodar met 5 titels. Ook organiseert de Qazaqstannıñ futbol federacïyası een bekercompetitie (met eveneens een sterk wisselende bezetting) en een supercup; deze wedstrijd tussen de kampioen en de bekerwinnaar wordt vanaf 2008 jaarlijks gespeeld.
Vanaf 1994 bestaat er een eerste divisie, Pervoj-Liga genaamd; vanaf 2002 bestond er zelfs een tweede divisie, maar door verdeeldheid en een komen en gaan van clubs was die geen lang leven beschoren: in 2006 werd ze opgeheven, waarna de Pervoj-Liga werd uitgebreid.
Net als de bonden van Kirgizië, Oezbekistan, Tadzjikistan en Turkmenistan sloot de Kazachse voetbalbond zich in 1992 aan bij de AFC, maar met het argument dat een klein deel van Kazachstan ten westen van de Oeral ligt en dus tot Europa behoort, kreeg het land in 2002 ten slotte toestemming om over te stappen naar de UEFA. Tussen 1994 en 2001 kwalificeerden de landskampioen en de bekerwinnaar zich voor het Aziatisch kampioenschap voor landskampioenen resp. de Aziatische beker voor bekerwinnaars; vanaf 2002 komen 's lands beste ploegen in aanmerking voor deelname aan de Champions League, UEFA Cup, Intertoto en later de Europa League.

## Kazachs voetbalelftal
In 1977 was Seilda Baisjakov de eerste Kazachse voetballer die werd geselecteerd voor het nationale elftal van de Sovjet-Unie.
Na de onafhankelijkheid kwam er een eigen Kazachs elftal, dat op 1 juni 1992 z'n eerste interland afwerkte.
.
Aqtöbe ·
Astana ·
Atıraw ·
FC Elimai ·
Jeńis ·
Jetisu FK Taldıqorğan ·
Maqtaaral ·
Kairat ·
Ordabası ·
Qaysar FK Qızılorda ·
Qyzyl-Jar ·
Sjachtjor ·
Tobyl ·
Turan FK
1992 · 1993 · 1994 · 1995 · 1996 · 1997 · 1998 · 1999 · 2000 · 2001 · 2002 · 2003 · 2004 · 2005 · 2006 · 2007 · 2008 · 2009 · 2010 · 2011 · 2012 · 2013 · 2014 · 2015 · 2016 · 2017 · 2018 · 2019 · 2020 · 2021 · 2022
1992 · 1993 · 1994 · 1995 · 1996/97 · 1997/98 · 1998/99 · 1999/00 · 2000/01 · 2001 · 2002 · 2003 · 2004 · 2005 · 2006 · 2007 · 2008 · 2009 · 2010 · 2011 · 2012 · 2013 · 2014 · 2015 · 2016 · 2017 · 2018 · 2019 · 2020
1995 · 2008 · 2010 · 2011 · 2012 · 2013 · 2014 · 2015 · 2016 · 2017 · 2018 · 2019 · 2020 · 2021
Premjer-Liga · 
birinşi lïgası ·
Beker van Kazachstan · 
Supercup van Kazachstan

Kazachse deelnemers aan de AFC-toernooien · 
Kazachse deelnemers aan de UEFA-toernooien

Kazachse voetbalbond · 
Kazachs voetbalelftal